# Lorenzo Iglesias
Lorenzo Iglesias Pino de Arce (Cajamarca, 1844-Huancayo, 1885) fue un militar y político peruano. Luchó en la guerra del Pacífico, en las batallas de San Juan y San Pablo. Fue luego Secretario o Ministro General, durante el gobierno de su hermano, el general Miguel Iglesias (1883).

## Biografía
Fue hijo de Lorenzo Iglesias Espinach (rico hacendado español de Cajamarca, en el norte peruano) y Rosa Pino de Arce. Hermano del general Miguel Iglesias, que llegó a ser presidente del Perú. 
Al igual que su hermano, siguió la carrera de las armas y luchó en la Guerra del Pacífico, participando en la defensa de Lima. Por entonces, ya era coronel. Durante la batalla de San Juan y Chorrillos (13 de enero de 1881) estuvo al mando de la 4.º División Centro, que formaba parte del cuarto cuerpo del ejército cuyo jefe era el entonces coronel Andrés A. Cáceres. Mientras que su hermano Miguel, como jefe del primer cuerpo del ejército, se encargaba de la heroica defensa del Morro Solar.
Fue luego jefe de Estado Mayor durante el batalla de San Pablo, librado el 13 de julio de 1882, que fue un triunfo de los cajamarquinos sobre las fuerzas de ocupación chilenas, que se habían ganado el repudio de la población civil por los excesos que cometían.
Lorenzo apoyó a su hermano a lo largo de su trayectoria política que se inició con el llamado Grito de Montán de 31 de agosto de 1882, en el que exigía que el Perú firmase la paz con Chile, aún con cesiones territoriales, para acabar con las terribles represalias del invasor. Participó como diputado por la provincia de Huari en la Asamblea General del Norte instalada en Cajamarca, la cual nombró a Miguel Iglesias como Presidente Regenerador. Esta misma Asamblea encomendó la presidencia del Consejo de Ministros a Lorenzo, aunque en realidad no hubo tal consejo, sino que las tres carteras creadas por dicha Asamblea recayeron en su persona: la de Relaciones Exteriores, Justicia, Culto e Instrucción, reunidas en un solo portafolio; de Gobierno, Policía, Obras Públicas, Estadística y Guerra y Marina, en otro; y de Hacienda, Comercio y Beneficencia, en el tercero. Se mantuvo al frente de este múltiple ministerio de 3 de enero de 1883 a 27 de agosto de 1883, cuando dio pase a un gabinete ministerial presidido por Manuel Antonio Barinaga.
El gobierno de Iglesias fue apoyado por los chilenos y bajo su auspicio se firmó la paz entre Perú y Chile (Tratado de Ancón), por lo que no gozó de popularidad entre los peruanos. Elegido diputado por la provincia de Cajamarca, Lorenzo integró el Congreso Constituyente de 1884, el mismo que aprobó el tratado de Ancón.
El general Andrés A. Cáceres, héroe de la resistencia en la sierra, se alzó contra el gobierno de Iglesias, contando rápidamente con el apoyo popular. Al estallar la guerra civil, Lorenzo comandó el ejército gobiernista dirigiéndose a Trujillo, ocupada por las fuerzas caceristas al mando del capitán de navío Gregorio Miró Quesada. El enfrentamiento se produjo el 8 de octubre de 1884. Tras dos días de lucha, los iglesistas obtuvieron el triunfo. Miró Quesada quedó herido y prisionero y falleció poco después en el Hospital Militar de Lima.
El gobierno emprendió una ofensiva contra Cáceres, que se hallaba concentrado en la sierra central. Lorenzo Iglesias avanzó al mando de una división de cerca de 4000 hombres, pero al llegar a Huancayo falleció víctima de una enfermedad. Le reemplazó el coronel Gregorio Relayze. A la postre triunfaría Cáceres tras una brillante maniobra militar llamada la Huaripampeada que le permitió avanzar a Lima, a la que tomó tras acorralar a Miguel Iglesias en Palacio de Gobierno.
Ricardo Palma, entonces director de la Biblioteca Nacional del Perú, escribió una sentida poesía por el fallecimiento de Lorenzo Iglesias.